# Danilo Donati
Danilo Donati (ur. 6 kwietnia 1926 w Suzzarze; zm. 1 grudnia 2001 w Rzymie) – włoski kostiumograf i scenograf filmowy, dekorator wnętrz.
Absolwent Akademii Sztuk Pięknych w Rzymie. Dwukrotny laureat Oscara za najlepsze kostiumy do filmów: Romeo i Julia (1968) Franco Zeffirellego i Casanova (1976) Federico Felliniego. Nominowany był również za kostiumy do filmów: Mandragora (1965) Alberta Lattuady, Ewangelia według świętego Mateusza (1964) Piera Paola Pasoliniego i Poskromienie złośnicy (1967) Franco Zeffirellego. Pod koniec życia współpracował również z reżyserem Roberto Benignim (Życie jest piękne, 1997).